# Pascal N’Zonzi
Pascal N’Zonzi (ur. 1 stycznia 1951 we Francuskiej Afryce Równikowej, obecnie Kongo) – francuski aktor filmowy oraz reżyser teatralny.
Wystąpił m.in. w filmach Zawodowiec, Banzaï, Noc na Ziemi oraz Za jakie grzechy, dobry Boże?.